# Rio (album)
Az 1982-es Rio a Duran Duran második nagylemeze. Az Egyesült Királyságban a 2. helyre, Ausztráliában a listák élére jutott. Az Egyesült Államokban 1983. március 1-jén lett aranylemez, április 26-án pedig platina minősítést kapott, azóta duplaplatina lett. A Billboard 200 listán a 6. helyig jutott, és 129 hétig maradt a listán. Szerepel az 1001 lemez, amit hallanod kell, mielőtt meghalsz című könyvben.

## Felvételek
Az első felvett dalok az albumra a Last Chance on the Stairway, a My Own Way, a New Religion, a Hungry Like the Wolf és a Like an Angel voltak, melyeket mind az EMI Manchester Square stúdiójában vettek fel 1981 augusztusában. A My Own Way eredetileg 1981 novemberében jelent meg kislemezként, melynek B-oldala a Like an Angel volt. Az albumon megjelent verziót újra felvették és más producerekkel dolgoztak. Az album többi részét kora-1982-ben vették fel a londoni Air Studiosban Colin Thurstonnel.
A felvételek közben különböző hangeffekteket is használtak, mint visszafele lejátszott magnószalagok (a Rio elején), jégkockák hangja és a BBC által felvett természethangok (The Chauffeur).

## Promóció és megjelenés
A Rio először 1982. május 10-én jelent meg, második helyig jutva a UK Albums Charton. Az ikonikus albumborítót Patrick Nagel festette, a design maga pedig Malcolm Garett műve.
John Taylor 2012-ben azt mondta a Rio dalról, hogy az ő ötlete volt. Nagyon kedvelte Brazíliát és a „Rio, nekem valami igazi idegen, egzotikus, földi gyönyörök bősége, egy buli ami sose áll meg.”
A második kislemez, a Hungry Like the Wolf 1982. május 4-én jelent meg és 4. helyig jutott el a Brit kislemezlistán.
Az együttes tervezte egy 11 videóklipet tartalmazó videóalbum kiadását, amelyen a Duran Duran és a Rio legjobb dalainak klipjei szerepeltek volna. Az együttes Srí Lankára és Antiguára utazott turnéidőpontok között, hogy felvegyék a sikeres videókat a Riohoz, a Hungry Like the Wolfhoz és a Save a Prayerhez, a kevésbé ismert Lonely in Your Nightmare és a Night Boat mellett.
A videók forgatása közben Andy Taylor kapcsolatba került egy trópusi vírussal és kórházba került Angliában. Emiatt az európai turnét el kellett halasztani, és a harmadik kislemez kiadását is eltolták, amíg újra útra nem tudtak kelni.
A Save a Prayer végül 1982. augusztus 9-én jelent meg és 2. helyig jutott a Brit kislemezlistán, amellyel az együttes legsikeresebb dala lett. A "Rio" kislemez 1982. november 1-én jelent meg világszerte és 9. helyig jutott az Egyesült Királyságban.

## Számlista
Minden dal szerzője a Duran Duran.

### Eredeti LP
| 1.    | Rio                         | 5:33 |
| 2.    | My Own Way                  | 4:51 |
| 3.    | Lonely in Your Nightmare    | 3:50 |
| 4.    | Hungry Like the Wolf        | 3:41 |
| 5.    | Hold Back the Rain          | 3:59 |
| 6.    | New Religion                | 5:31 |
| 7.    | Last Chance On the Stairway | 4:21 |
| 8.    | Save a Prayer               | 5:33 |
| 9.    | The Chauffeur               | 5:10 |
| 20:35 |                             |      |

### US LP kiadás
| 1.    | Rio (US Album Remix)                      | 5:24 |
| 2.    | My Own Way (Carnival Remix)               | 4:31 |
| 3.    | Lonely in Your Nightmare (US Album Remix) | 4:52 |
| 4.    | Hungry Like the Wolf (US Album Remix)     | 4:11 |
| 5.    | Hold Back the Rain (US Album Remix)       | 6:32 |
| 6.    | New Religion                              | 5:31 |
| 7.    | Last Chance On the Stairway               | 4:21 |
| 8.    | Save a Prayer                             | 5:33 |
| 9.    | The Chauffeur                             | 5:12 |
| 20:37 |                                           |      |

### CD album verzió
| 1.    | Rio                                         | 5:33 |
| 2.    | My Own Way                                  | 4:51 |
| 3.    | Lonely in Your Nightmare (CD Album Version) | 3:50 |
| 4.    | Hungry Like the Wolf                        | 3:41 |
| 5.    | Hold Back the Rain (CD Album Version)       | 3:47 |
| 6.    | New Religion                                | 5:31 |
| 7.    | Last Chance On the Stairway                 | 4:21 |
| 8.    | Save a Prayer (Single Version)              | 5:25 |
| 9.    | The Chauffeur                               | 5:10 |
| 41:29 |                                             |      |

### 2 CD Collector's Edition
| 1.    | Rio                                                      | 5:33 |
| 2.    | My Own Way                                               | 4:51 |
| 3.    | Lonely in Your Nightmare                                 | 3:51 |
| 4.    | Hungry Like the Wolf                                     | 3:41 |
| 5.    | Hold Back the Rain                                       | 3:59 |
| 6.    | New Religion                                             | 5:32 |
| 7.    | Last Chance On the Stairway                              | 4:21 |
| 8.    | Save a Prayer                                            | 5:33 |
| 9.    | The Chauffeur                                            | 5:22 |
| 10.   | Rio (US album remix)                                     | 5:24 |
| 11.   | My Own Way (Carnival remix)                              | 4:31 |
| 12.   | Lonely in Your Nightmare (US album remix)                | 4:52 |
| 13.   | Hungry Like the Wolf (US album remix)                    | 4:11 |
| 14.   | Hold Back the Rain (US album remix)                      | 6:32 |
| 15.   | Last Chance On the Stairway (the Manchester Square Demo) | 5:04 |
| 16.   | My Own Way (the Manchester Square Demo)                  | 4:39 |
| 17.   | New Religion (the Manchester Square Demo)                | 5:33 |
| 18.   | Like An Angel (the Manchester Square Demo)               | 5:03 |
| 19.   | My Own Way (original 7-inch version)                     | 3:39 |
| 20.   | Like An Angel                                            | 4:43 |
| 21.   | Careless Memories (Live at the Hammersmith Odeon)        | 4:15 |
| 22.   | The Chauffeur (Blue Silver) (Early version)              | 3:54 |
| 23.   | My Own Way (Night version)                               | 6:34 |
| 24.   | Untitled                                                 | 5:14 |
| 25.   | Rio (Night version)                                      | 6:40 |
| 26.   | New Religion                                             |      |
| 27.   | Untitled (Carnival remix)                                | 5:15 |
| 28.   | Hold Back the Rain                                       | 7:01 |
| 66:54 |                                                          |      |

| Digitális letöltés/streaming bónuszok | Digitális letöltés/streaming bónuszok | Digitális letöltés/streaming bónuszok | Digitális letöltés/streaming bónuszok | Digitális letöltés/streaming bónuszok | Digitális letöltés/streaming bónuszok | Digitális letöltés/streaming bónuszok | Digitális letöltés/streaming bónuszok | Digitális letöltés/streaming bónuszok | Digitális letöltés/streaming bónuszok |
|                                       | Cím                                   | Hossz                                 |                                       |                                       |                                       |                                       |                                       |                                       |                                       |
| ------------------------------------- | ------------------------------------- | ------------------------------------- | ------------------------------------- | ------------------------------------- | ------------------------------------- | ------------------------------------- | ------------------------------------- | ------------------------------------- | ------------------------------------- |
| 14.                                   | My Own Way (Instrumental version)     | 6:35                                  |                                       |                                       |                                       |                                       |                                       |                                       |                                       |
| 15.                                   | Hold Back the Rain (Alternate remix)  | 6:41                                  |                                       |                                       |                                       |                                       |                                       |                                       |                                       |
| 79:10                                 |                                       |                                       |                                       |                                       |                                       |                                       |                                       |                                       |                                       |

## Előadók
Az AllMusic adatai alapján.

### Duran Duran
- Simon Le Bon – ének (összes), vibrafon (New Religion), okarina (The Chauffeur), marimba (Last Chance on the Stairway)
- Nick Rhodes – billentyűk (összes), háttérénekes (Last Chance on the Stairway)
- John Taylor – basszusgitár, szintetizátor, háttérénekes
- Roger Taylor – dob, ütőhangszerek
- Andy Taylor – gitár, háttérénekes

### További közreműködők
- Colin Thurston – producer, hangmérnök
- Renate – technikus
- David Kershenbaum – keverés (1–5. a US LP kiadáson)
- Nick Webb – maszterelés (UK LP)
- Wally Traugott – maszterelés (US LP)
- Stephen Marcussen – maszterelés (US LP)
- Tony Cousins – remaszter (2001 CD)
- Steve Rooke – remaszter (2009 2-CD)
- Malcolm Garrett, Assorted iMaGes, London – dizájn
- Patrick Nagel – illusztrálás
- Andy Earl – fényképek

## Slágerlisták
| Slágerlista (1982–1983)                      | Legmagasabb pozíció |
| -------------------------------------------- | ------------------- |
| Ausztrália (Kent Music Report)               | 3                   |
| Egyesült Királyság (UK Albums Chart)         | 2                   |
| Finnország (Suomen virallinen lista)         | 3                   |
| Hollandia (Dutch Charts Album Top 100)       | 40                  |
| Kanada                                       | 1                   |
| Norvégia (VG-lista Album Top 40)             | 13                  |
| Svédország (Sverigetopplistan Top 60 Albums) | 9                   |
| USA Billboard Top LPs & Tape                 | 6                   |
| Új-Zéland (Recorded Music NZ Top 40 Albums)  | 2                   |

| Slágerlista (2024)                      | Legmagasabb pozíció |
| --------------------------------------- | ------------------- |
| Horvátország (HDU)                      | 6                   |
| Magyarország (MAHASZ Top 40 albumlista) | 32                  |

| Év   | Slágerlista                           | Legmagasabb pozíció |
| ---- | ------------------------------------- | ------------------- |
| 1982 | Ausztrália (Kent Music Report)        | 24                  |
| 1982 | Egyesült Királyság (BMRB UK Albums)   | 5                   |
| 1982 | Új-Zéland (RMNZ)                      | 16                  |
| 1983 | Egyesült Királyság (Gallup UK Albums) | 20                  |
| 1983 | Kanada (RPM Top Albums/CDs)           | 9                   |
| 1983 | USA Billboard Top LPs & Tape          | 13                  |
| 1983 | Új-Zéland (RMNZ)                      | 38                  |

## Minősítések
| Régió                                                       | Minősítés  | Eladott példányszám |
| ----------------------------------------------------------- | ---------- | ------------------- |
| Ausztrália (ARIA)                                           | platina    | 50 000^             |
| Egyesült Államok (RIAA)                                     | 2× platina | 2 000 000^          |
| Egyesült Királyság (BPI)                                    | platina    | 300 000^            |
| Finnország (Musiikkituottajat)                              | arany      | 30,316              |
| Kanada (Music Canada)                                       | 2× platina | 200 000^            |
| Új-Zéland (RMNZ)                                            | platina    | 15 000^             |
| ^ Kiszállítási példányszámok kizárólag a minősítés alapján. |            |                     |

## Kiadások
A Discogs adati alapján.
| Régió                     | Év   | Formátum                    | Kiadó                |
| ------------------------- | ---- | --------------------------- | -------------------- |
| Világszerte               | 1982 | LP, Album                   | EMI                  |
| Egyesült Államok, Kanada  | 1982 | Album, 8-Trk                | Capitol Records      |
| Japán                     | 1983 | CD, Album                   | EMI                  |
| Európa                    | 1994 | CD, kazetta, RE, Album      | Parlophone           |
| Szingapúr (nem hivatalos) | 1994 | Kazetta, Album              | UFO                  |
| Világszerte               | 2001 | CD, Album, RE               | EMI                  |
| Egyesült Államok, Kanada  | 2001 | CD, Album, RE               | Capitol Records, EMI |
| Európa, Egyesült Államok  | 2009 | 29xFile, MP3, Album, CD, RE | EMI                  |
| Világszerte               | 2015 | CD, Album, RE, RM           | Parlophone           |
| Európa                    | 2017 | CD, Album, RE, RM           | Parlophone           |

## Fordítás
Ez a szócikk részben vagy egészben a Rio (album) című angol Wikipédia-szócikk ezen változatának fordításán alapul.  Az eredeti cikk szerkesztőit annak laptörténete sorolja fel. Ez a jelzés csupán a megfogalmazás eredetét és a szerzői jogokat jelzi, nem szolgál a cikkben szereplő információk forrásmegjelöléseként.